# Homolobus
Homolobus är ett släkte av steklar som beskrevs av Förster 1862. Homolobus ingår i familjen bracksteklar.

## Dottertaxa tillHomolobus, i alfabetisk ordning[1][2]
- Homolobus acares
- Homolobus albipalpis
- Homolobus alternipes
- Homolobus annulatus
- Homolobus annulicornis
- Homolobus antefurcalis
- Homolobus armatus
- Homolobus australiensis
- Homolobus bicolor
- Homolobus bifurcatus
- Homolobus bohemani
- Homolobus carbonator
- Homolobus celebensis
- Homolobus cingulatus
- Homolobus crenulatus
- Homolobus dauricus
- Homolobus discolor
- Homolobus elagabalus
- Homolobus ethiopicus
- Homolobus flagitator
- Homolobus hirashimai
- Homolobus huddlestoni
- Homolobus indicus
- Homolobus infumator
- Homolobus inopinus
- Homolobus intermedius
- Homolobus kahonoi
- Homolobus lacteiceps
- Homolobus longus
- Homolobus luteifasciatus
- Homolobus macropterus
- Homolobus maculatus
- Homolobus meridionalis
- Homolobus mesoxiphius
- Homolobus nepalensis
- Homolobus nigritarsis
- Homolobus nipponensis
- Homolobus obscurus
- Homolobus occidentalis
- Homolobus ophioninus
- Homolobus pallidistigma
- Homolobus priapus
- Homolobus pulchricornis
- Homolobus rectinervis
- Homolobus rufithorax
- Homolobus rufiventralis
- Homolobus rugosus
- Homolobus sinensis
- Homolobus sungkangensis
- Homolobus truncatoides
- Homolobus truncator
- Homolobus undulatus
- Homolobus watanabei